# Amazon.com
Amazon.com, Inc.（アマゾン・ドット・コム・インク、IPA: [/æməzɒn/]）は、アメリカ合衆国のワシントン州シアトルに本拠地を置く企業である。主軸はインターネット経由の小売であるが、その他にもクラウドコンピューティングなどを手掛けている。
同社は「世界で最も影響力のある経済的・文化的勢力の一つ」と呼ばれ、世界で最も価値のあるブランドとされている。またビッグテックの一つである。
2022年現在、Amazon がアメリカ国外でサイトを運営している国はイギリス、フランス、ドイツ、カナダ、日本、中国、イタリア、スペイン、ブラジル、インド、メキシコ、オーストラリア、オランダ、トルコ、アラブ首長国連邦、シンガポール、サウジアラビア、スウェーデン、ベルギー、ポーランド、エジプト の21か国である。

## 歴史

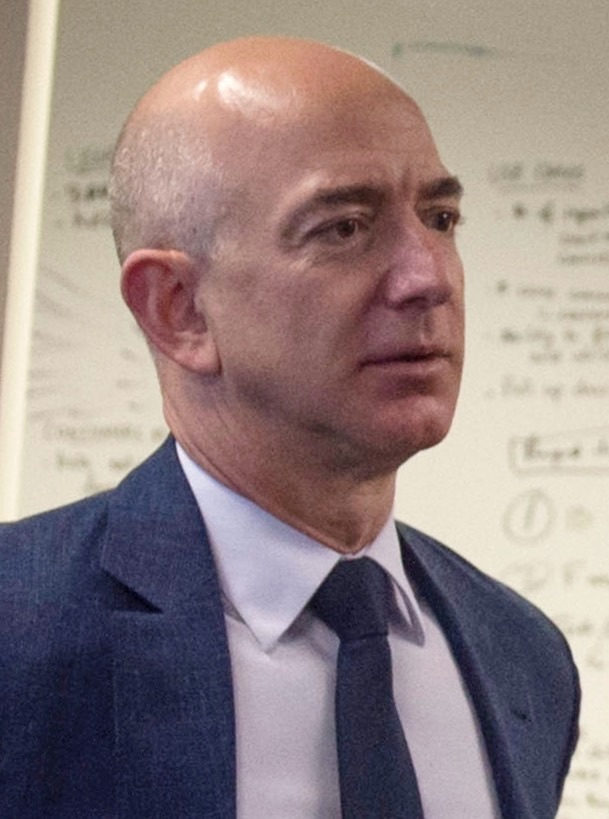
Amazon.comの創業者ジェフ・ベゾス

### 起業に至る経緯
1993年当時、ジェフ・ベゾスが働いていた D.E.ショーで、話題になっていたインターネットについて調査を任され、インターネットが急速に世界規模で普及しつつあることを知り、ベゾスはインターネットによる物販の可能性を確信し、D.E.ショーを退職して起業することを決断する。
Amazon の設立は、創業者ジェフ・ベゾスが「後悔の最小化フレームワーク」と呼ぶ、ベゾス自身の考え方の結果としてもたらされた。つまり、ベゾスが起業を決意したのは当時のインターネット・バブルにすぐに加わらないことで未来に生じる後悔を避けるためだった。
1994年、30歳のベゾスはウォール街のヘッジファンド「D. E. Shaw & Co.」のシニア・バイス・プレジデントを退職し、ワシントン州シアトルに転居した。シアトルでベゾスは、のちに Amazon.com となる企業のための事業計画に取り組んだ。

### Cadabraとして会社設立
1993年7月5日、ベゾスはCadabra, Inc.という名の会社をワシントン州の法人として登記した。1994年1月、ある弁護士が「Cadabra」を「cadaver（死体）」と聞き間違えた出来事を受けて、ベゾスは社名を変更することになった。
ベゾスは1994年9月25日に「relentless.com」というドメインを購入しており、自身のオンラインストアを「Relentless」と名付けることも一時考えたが、友人から「情け容赦ない」という意味のその名前は不穏であると指摘されたこともあり思いとどまった。現在も relentless.com のドメインはベゾスによって所有されており、アクセスした際には amazon.com へリダイレクトされる。

### Amazonへ社名変更
ベゾスは、社名を「Cadabra, Inc.」から変更するにあたって、辞書を引いて言葉を探した。ベゾスが「アマゾン」という単語を選び出したのは、それが「エキゾチックで変わった」場所であり、自身のインターネット事業のイメージに合致していたためだった。加えて、アルファベット順に並べられた場合に一番上に現れる「A」から始まる名称が好ましいという事情もあった。さらに、アマゾン川は世界最大の河川であり、ベゾスの計画もまた、自らのオンラインストアを世界最大の商店にすることだった。
電子商取引の年間成長率を2,300パーセントと予測する、あるインターネットの将来についてのレポートを読んだあと、ベゾスはオンラインで販売できる20種類の商品のリストを作った。次にベゾスは、このリストからもっとも有望と思われる5種類の商品を絞り込んだ。それらの商品は、コンパクトディスク、コンピュータハードウェア、コンピュータソフトウェア、ビデオ、そして書籍だった。最終的に、文学への大きな世界的需要、書籍は低価格であること、膨大なタイトルが出版されていることなどを考慮し、ベゾスは自身の事業をオンライン書店とすることを決めた。
Amazon 創業の地は、ベゾスが借りていたワシントン州ベルビューの自宅ガレージとされている。

### オンライン書店サービスの開始

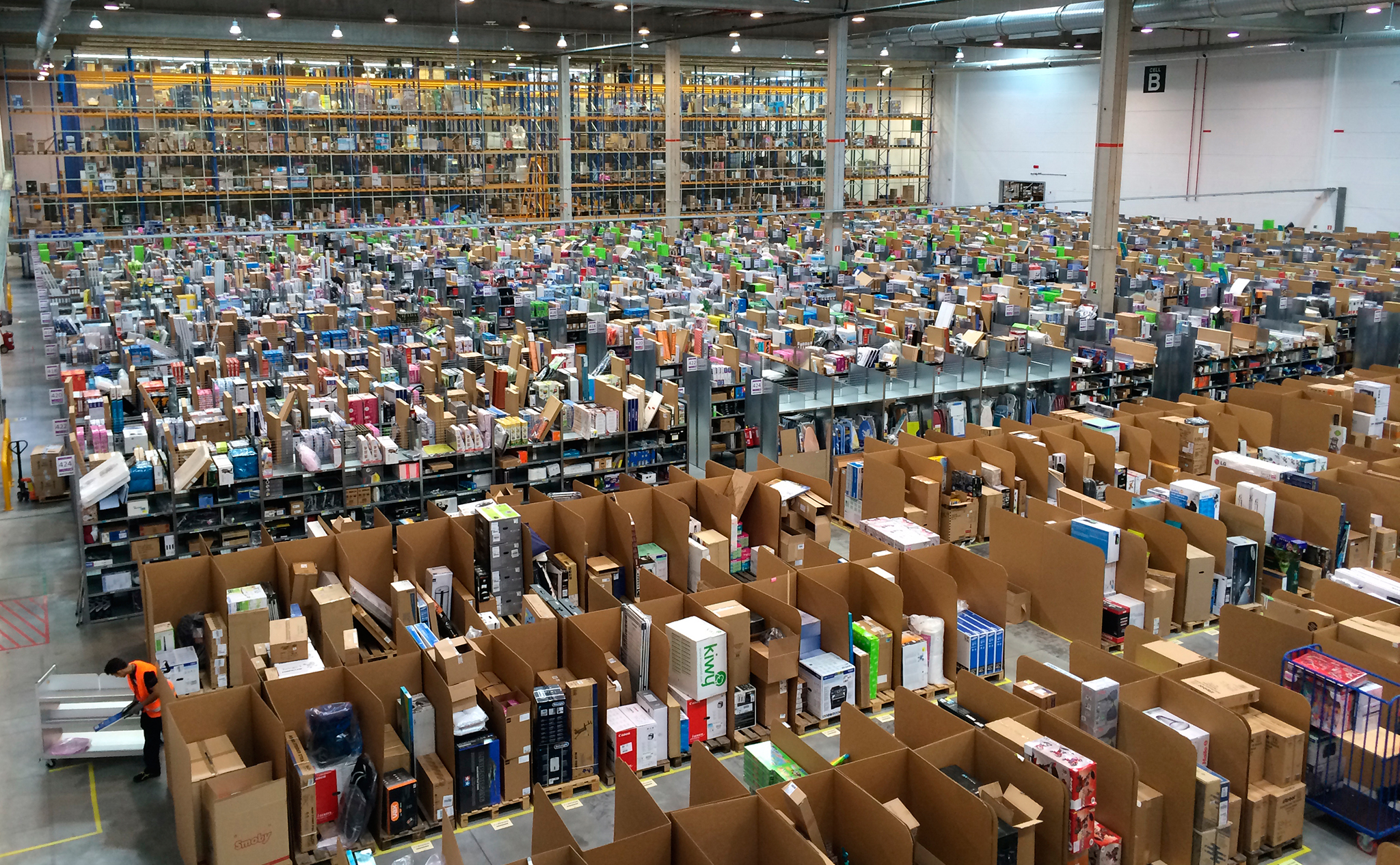
スペイン・サンフェルナンドデエナレスのフルフィルメントセンター

1995年7月、Amazon.com はオンライン書店としてのサービスを開始した。Amazon.com で最初に売れた本はダグラス・ホフスタッターの著作『流動的思考と創造的類推』だった。サービス開始後の最初の2か月で、Amazon はアメリカの50の州すべてと、世界の45か国以上で書籍を売り上げた。最初の2か月における Amazon の週間売上は、最高で2万米ドルだった。
ベゾスによれば、ブリック・アンド・モルタルの書店は最大規模のものでも15万種類の本しか販売できないが、オンラインの書店では既刊の書籍すべてを取り扱うことも可能だった。
1995年10月、Amazon は一般に向けた自社の告知を行った。1996年6月、Amazon はデラウェア州の法人として再登記された。1997年5月15日、Amazon.com は NASDAQ に上場（ティッカーシンボルは AMZN）し、1株あたりの価格18.00米ドルで新規株式公開した（1990年代末に行われた3回の株式分割の結果、1株1.50米ドルとなった）。

### ブランド構築を優先して投資を行う
Amazon は他社に先駆けて、ブランドを構築することを重要視していた。出資者たちには、数年ほどは赤字のままだと説明していた。目先の利益に捉われず積極的に投資を行うことで、他社サービスより先んじて市場シェアを獲得することに専念した。
ベゾスは1997年、ある取材に対して「我々のビジネスモデルに他社がコピーできないような特色はない。だが、考えてみれば、マクドナルドのビジネスモデルも他社にコピーされたが、それでもマクドナルドは数十億ドル規模の企業になることができた。その大きな要因はブランドネームだ。そして、インターネット上ではブランドネームが現実世界よりも大きな意味を持つんだ」と述べた。

### 独創的な長期的視点のビジネスモデル

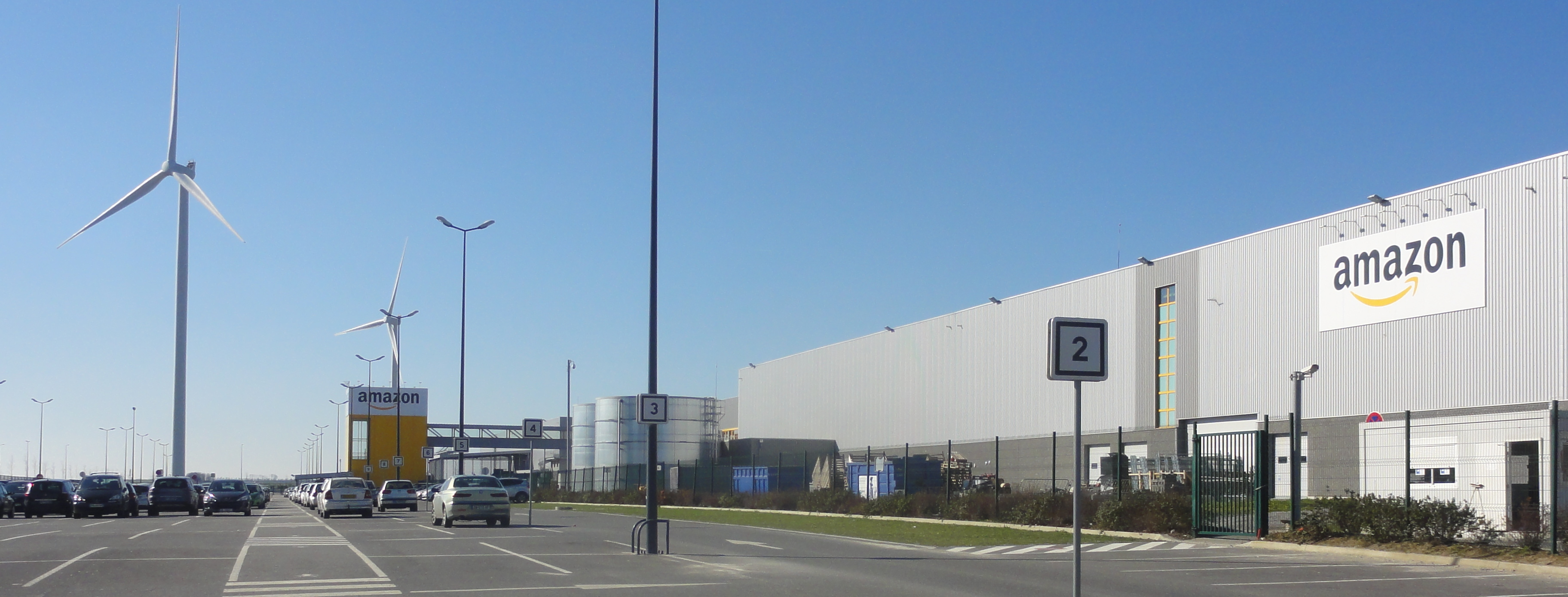
フランス・ローウィンプランクのフルフィルメントセンター

Amazon が創業時に掲げたビジネスモデルは独創的なものだった。ベゾスは、開業当初の4 - 5年間では利益を挙げることはできないと予測していた。Amazon の株主は「ゆっくり」な成長速度に対して、もっと速く採算性を確保しなければ株主の投資を正当化することはできず、長期的には生き残ることすらできないだろうと不満を漏らした。
21世紀初頭のITバブル崩壊は多くのIT企業を倒産に追い込んだが、2000年に Amazon の株価も113ドルから6ドルに暴落したものの、堅実なビジネスモデルを選択した Amazon は生き残り、IT不況を乗り越えて電子商取引における大手企業となった。
2001年第4四半期、Amazon は開業以来初めて利益を計上した。10億米ドル以上の収益に対し、利益は500万米ドルとささやかなものだった（一株利益は1セント）が、黒字への転換はベゾスの型破りなビジネスモデルが成功できることを示した。

### さらなる成長と拡大
2011年、Amazon はアメリカでフルタイム従業員を3万人雇用していた。
2016年末の時点で、アメリカにおける従業員は18万人、全世界のフルタイムおよびパートタイム従業員は30万6,800人となっていた。
本社のあるシアトルはボーイングの企業城下町として知られていたが、2018年現在では市内オフィスの20パーセントを Amazon が使用しており、同社による経済効果の累計が4兆円を超えるなど、アマゾンの企業城下町となりつつある。

### 模造品の横行による有名ブランドの撤退
2020年現在、Amazon はアメリカでのEC市場シェアでは40％近くを占め、圧倒的トップにあるが、この頃よりディズニー、ナイキ、ワークマンなど有名ブランドが次々に Amazon から撤退する事態が起こり、牙城が揺らぎ始める。
その理由として、Amazon 内の模造品の多さによる「ブランドイメージの棄損」、自社独自で最終顧客に対してしっかりブランディングを行いたいというブランド側の思惑、モールに支払う割高な手数料がかからず、データベースなど含めプラットフォームに極度に依存する（ロックイン）ことのない自由な設計思想がベースになっているカナダ発の EC プラットフォームの Shopify（ショッピファイ）の進出、販売データや顧客データを管理することはできないという欠点などが上げられる。
Amazon ではいまだ第三者による大量のブランド品が販売され、偽造品の販売も横行しており、2019年からは日本でも偽物の排除を目的としたプログラム「Project Zero」を開始。商品情報を継続的に自動スキャンすることで偽造品の疑いがある商品を検知するシステムや、ブランド側が偽造品の疑いがある商品をサイト上から削除できる権限を持たせるなどの対策を行ってきたが、事実上放置に近い状態であり、なおかつモール側に直接の法的責任はない。
沼澤典史（清談社）は、Amazon は日本でもイギリスでも法人税を回避しており、「“違法行為はしないが脱法行為は否定しない”という遺伝子があるとすれば、真剣に取り締まっているかどうか、大きな疑問が残る」と発言している（なお、Amazonは2019年から法人税を納める方針に転換）。さらに、「プラットフォームビジネスは、ブランド側からすれば、短中期的な売り上げが見込めるため参加する企業も多かったが、そのプラットフォームビジネスによって、皮肉にもブランドビジネスの本来のあり方が見直されるようになってきた」とし、ナイキやルイ・ヴィトンなど有名ブランドは、本来、出所表示、品質保証、広告宣伝の3つの機能が備わっているため、この機能による「ブランド力」のおかげで価格競争に左右されず、消費者は信頼して高い金額を払い商品を購入するのがブランドビジネスの基本だったのが、プラットフォームによる模造品の氾濫・安易な値引きでブランドビジネスモデルが成立しなくなったと指摘した。
一方、Shopify（ショッピファイ）は、2020年現在で9％弱のシェアで Amazon に次いで第2位につけているが、2020年の売上高は約3080億円で、前年比で86％増を達成。ショッピファイでは Amazon とは異なり、アカウントを作成して管理設定を行うだけで EC サイトが立ち上げできる。ショッピファイは基本的にはECサイト作成を主なサービスにしているため、モールに支払う割高な手数料が必要ではなく、結果、出品業者が続々とショッピファイに乗り換えているなど、Amazon の座を脅かす存在となっている。すでにネスレやゴーゴーカレー、コムデギャルソン、Red Bull など、有名企業でも商品力で勝負する企業が多くサイトを立ち上げているなどの変化が出ている。

## 沿革
1990年代
- 1993年7月、Amazon.com, Inc の前身となる法人「Cadabra.com」を登記。
- 1994年1月、Cadabra.com から Amazon.com に改名される。
- 1995年春、アマゾンのウェブサイトが完成し、βテストを開始。
- 1995年7月16日、アマゾンの正式サービスを開始。
- 1996年6月、デラウェア州法人として再設立[43] 。
- 1997年5月14日、NASDAQ に上場を果たし、初値は1株18ドルをつける。
- 1998年5月、株価が一時105ドルに。
- 1998年6月、ミュージックストアを開設し音楽配信事業に参入。英国とドイツにてアマゾンのサービス開始。
- 1999年6月、ユーザーが累計1,000万人に。
- 1999年9月、米特許商標庁でワンクリック（1-Click）特許が認められる。
- 1999年12月、バーンズ＆ノーブルズの精算システム「エキスプレスレーン」をワンクリック特許の侵害で訴える。
- 1999年12月、ジェフ・ベゾス、タイム誌の「今年の人」になる。さまざまな企業に出資したり、買収したりして機能を追加。

2000年代
- 2000年1月、1,500人をレイオフ（解雇）。99年末から00年末にかけてアマゾンの株価は90パーセント下落。最安値が一時15ドルとなる。
- 2000年9月、航空宇宙企業「ブルーオリジン」を設立、有人宇宙飛行を目的とした事業を開始。
- 2000年11月1日、日本語サイト Amazon.co.jp「本」のストアをオープン。
- 2001年（平成13年）1月24日、札幌にカスタマーサービスセンターを開設。
- 2001年4月、NTT DoCoMo i モードアクセスサービスをスタート。
- 2001年5月、Amazon アソシエイト・プログラムサービスをスタート。
- 2001年6月13日、「音楽」「DVD」「ビデオ」のストアを同時オープン。
- 2001年8月、Ezweb アクセスサービスを公式サイトとしてスタート。
- 2001年10月、アマゾンに立ち読み機能を追加。「ソフトウェア」と「TV ゲーム」のストアをオープン。
- 2001年10月、「代金引換」による支払いスタート。
- 2002年7月、クラウドサービス「Amazon Web Services（AWS）」を開始。
- 2002年9月、「マイストア」オープン。
- 2002年11月6日、「Amazon マーケットプレイス」オープン。
- 2002年、ウェビー賞を受賞[53]。
- 2003年7月、「エレクトロニクス」ストアをオープン。
- 2003年11月5日、「ホーム&キッチン」ストアをオープン。
- 2003年12月、「ボーダーフォンライブ！」向け公式サイトをオープン。
- 2004年9月、ブックストア内に「雑誌」コーナーをオープン。
- 2004年10月12日、「おもちゃ&ホビー」ストアをオープン。
- 2004年11月、ケータイサービスをリニューアル。「Amazon スキャンサーチ」を追加した新ケータイサービス「Amazon モバイル」提供開始。
- 2005年11月、ブックストアにて「なか見！検索」を開始。物流センター「アマゾン市川 FC（フルフィルメントセンター）」を開業。
- 2005年11月17日、「スポーツ」ストアをオープン。
- 2006年4月、コンビニ・ATM・ネットバンキング払い開始。
- 2006年5月、米特許商標庁がワンクリック特許の再審査を命じる。
- 2006年6月、出版社やメーカーの商品を委託販売する「Amazon e 託販売サービス」を開始。
- 2006年8月3日、「ヘルス&ビューティー」ストアをオープン。
- 2006年10月、Amazon ショッピングカードをコンビニエンスストアにて販売開始。「お急ぎ便」の提供開始。
- 2007年2月1日、「Amazon ポイントサービス」を開始。
- 2007年3月29日、「時計」ストアをオープン。「スポーツ」ストアの店名を「スポーツ&アウトドア」ストアに変更。
- 2007年4月24日、「マーチャント@amazon.co.jp」を開始。
- 2007年6月、「ベビー&マタニティ」ストアをオープン。初の会員制プログラム「Amazon プライム」を開始。
- 2007年8月28日、丸善と Amazon.co.jp による共同ブランドストア「丸善オンラインストア」を開始。
- 2007年10月、物流センター「アマゾン八千代 FC（フルフィルメントセンター）」を開業。
- 2007年11月19日、電子書籍リーダー「Amazon Kindle」を発表。電子書籍販売サービス「Kindleストア（Kindle Store）」を開設。
- 2008年4月14日、在庫管理・商品配送代行サービス「フルフィルメント by Amazon」の提供を開始。
- 2008年5月29日、「コスメ」ストアをオープン。
- 2008年7月1日、「コンビニ受取」サービスを開始。
- 2008年8月28日、iPhone/iPod touch 向け専用サイトをオープン。
- 2008年10月15日、「食料&飲料」ストアをオープン。
- 2008年11月27日、靴とバッグ専門の新たな Web サイト「Javari.jp」をオープン。
- 2009年4月2日、「ジュエリー」ストアをオープン。
- 2009年5月27日、「文房具・オフィス用品」ストアをオープン。
- 2009年 6月22日、Amazon ギフト券をコンビニエンスストアにて販売開始。
- 2009年7月21日、靴とバッグ専門サイト「Javari.jp」からキッズ&ベビーカテゴリーがオープン。
- 2009年10月、「当日お急ぎ便」の提供開始。物流センター「アマゾン堺 FC（フルフィラメントセンター）」を開業。「カー&バイク用品」ストアをオープン。
- 2009年11月5日、「Amazon フラストレーション・フリー・パッケージ（FFP）」の導入を開始。プライベートブランド「Amazon ベーシック」製品の提供を開始。
- 2009年11月、靴のネット販売大手「ザッポス（Zappos.com）」を買収。

2010年代
- 2010年3月、米特許商標庁が、ワンクリック特許を認める最終手段を示す。
- 2010年4月27日「楽器」ストアをオープン。
- 2010年6月3日、初の iPhone/iPod touch 向けアプリ「Amazon モバイル iPhone アプリ」を Apple app にて提供開始。
- 2010年6月8日、「Javari.jp」、携帯向けサイト「Javari.jpモバイル」をオープン。
- 2010年6月17日、「Amazon Vine（ヴァイン）先取りプログラム」をオープン。
- 2010年7月、「Amazon マーケットプレイス Web サービス」の提供を開始。物流センター「川越 FC（フルフィルメントセンター）」を開業。
- 2010年8月2日、「お届け日時指定便」の提供を開始。
- 2010年9月、「著者ページ」提供を開始。服&ファッション小物ストアにおける取り扱いブランドを拡張。「Amazon定期おトク便」を開始。
- 2010年9月30日、「ペット用品」ストアをオープン。
- 2010年10月、Kindle ストアで著者が直接電子書籍を販売すれば、70パーセントと条件のいい印税を支払う仕組みを提案。
- 2010年11月1日、「無料配信サービス」を開始。
- 2010年11月2日、「Nippon ストア」をオープン。物流センター「大東 FC（フルフィルメントセンター）」を開業。
- 2011年2月、ビデオサービスを開始。
- 2011年3月、個人向けのクラウドサービス「クラウドドライブ（Cloud Drive）」を開始。
- 2011年9月、電子書籍リーダー「Kindle Fire」を発表。
- 2012年3月、ロボットメーカーの Kiva Systems を買収[54]。
- 2012年9月、電子書籍リーダー「Kindle Fire HD」を発表。
- 2012年10月25日、日本向けの Kindle ストアが開設。
- 2014年6月、米国にてスマートフォン「fire phone」を発売[55]。
- 2018年、モニター付きスマートドアホンを展開しているRingを買収[56][57]。
- 2019年1月23日、米国のアマゾンスカウトが宅配ロボットを発表。宅配ロボットによるパッケージの配達を行った[58]。

2020年代
- 2021年5月26日、大手映画会社のメトロ・ゴールドウィン・メイヤー（MGM）を84.5億ドル（約9200億円）で買収することを発表[59]。連邦取引委員会（FTC）や欧州連合（EU）の規制当局による審査を経て、2022年3月17日に買収が完了した[60]。
- 2022年8月5日、掃除用ロボットの「ルンバ」を製造しているiRobotを16.5億ドル（約2200億円）で買収することを発表[61]。しかし、FTCやEUの規制当局による審査が難航したため、2024年1月29日に買収を断念することを発表した[62][63]。
- 2022年8月15日、日本で化粧品ポータルサイト「@cosme」を運営するアイスタイルと業務資本提携[64]。
- 2022年11月15日、 アメリカでオンライン診療事業「アマゾン・クリニック」を立ち上げた[65]。
- 2022年11月25日、 ベンガルールで試験展開していた宅配サービス事業「アマゾン・フード」を閉鎖すると発表した[66]。
- 2024年2月26日、同日取引分からダウ平均株価の構成銘柄として採用[67]。

## 物流

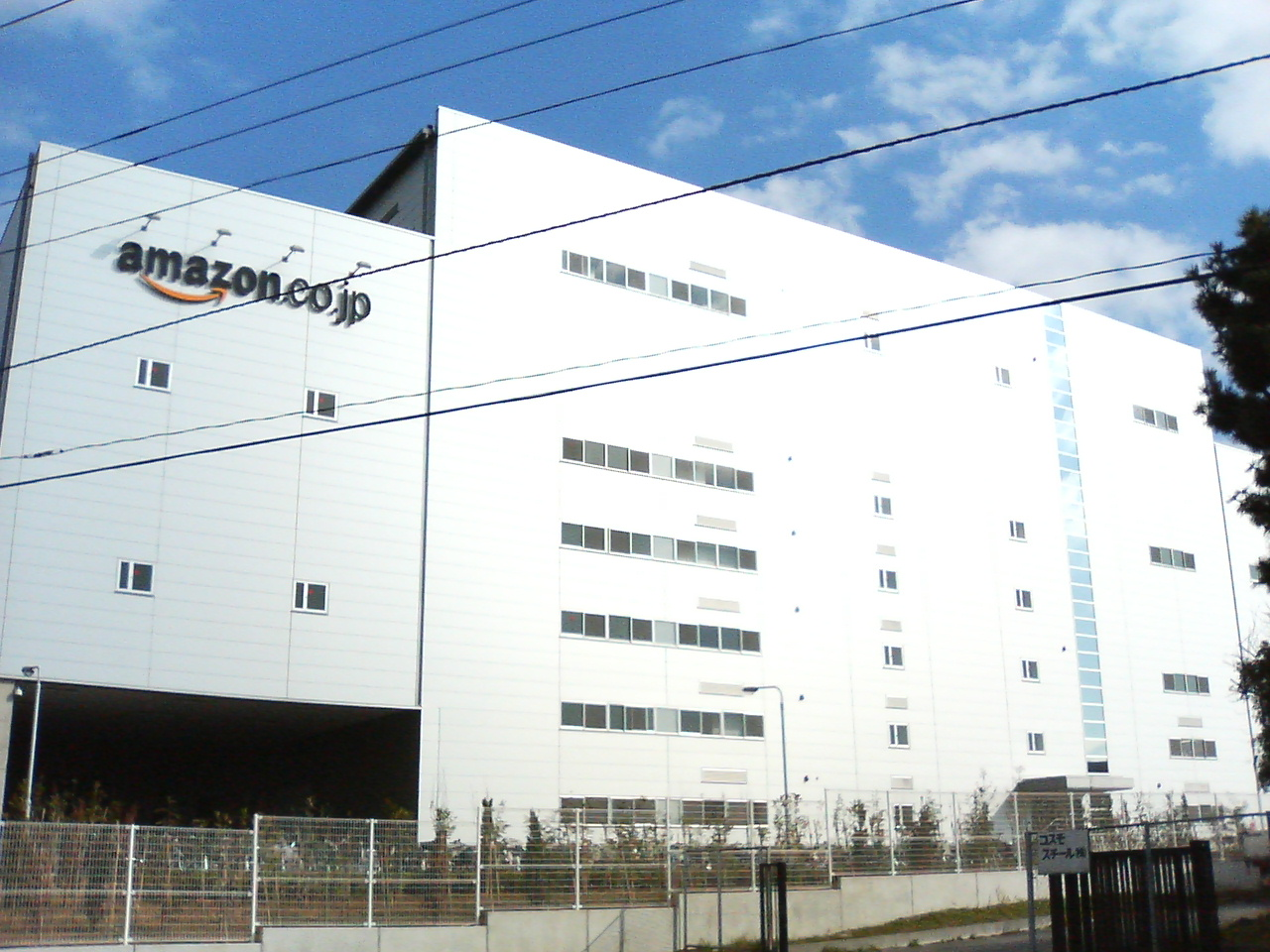
千葉県市川市のフルフィルメントセンター

旧本社ビルはワシントン州シアトルの小高い丘にある元病院（PacMed）で、2010年にシアトル市内に新たな本社を設置した。

### 物流拠点
Amazon では、独自の物流拠点（フルフィルメントセンター：FC）をアメリカ、ドイツ、イギリス、中国、日本などにおいて整備している。

### 航空便
増加する貨物量に対応するため Amazon Prime Air 計画をスタートした。顧客までの配送をマルチコプターで行うドローン宅配便と、自社専用の貨物機『Amazon One』（767-300）による専用便（運行はアトラス航空へなどへ委託）が柱となる。

### 管理
商品の管理方法
物流拠点において書籍はジャンルや出版社といったカテゴリで分けずに配置する方法で管理し、分類する手間を省いている。書籍を棚入するときには、書籍につけられたバーコードと棚のバーコードを読み取ってホストコンピュータに登録する。そして、書籍を取りにいくときにはホストコンピュータから携帯端末へと情報を送り、どこにあるかを把握する。
2014年12月に公開した第8世代の物流拠点の内部では、ロボットを活用し作業効率向上を図っている。
労働者の待遇
物流拠点での労働者の過酷な状況について、アメリカ、イギリス、ドイツ、フランス などで報じられている。

## ウェブサイト

Amazonがサイトを運営している国

Amazon のサービスは世界中の国で運営されていると思われがちであるが、実際にはわずか17カ国でしか運営していない。
ごく限られた「先進国」や、アラブ首長国連邦のような「富裕層の多い国」、インドのような「今後大きな発展が予想される国」にしか進出しておらず、慎重に見極めた上でビジネスの拡大を図っている。
また、中国ではアリババなどに遅れを取っており、必ずしも市場シェアを独占しているわけではない。
各国ごとに行われているサービスや、販売されているAmazon端末などが異なっている場合も少なくない。
| 地域       | 国               | 公用語           | 人口         | ドメイン名    | 開始       |
| ---------- | ---------------- | ---------------- | ------------ | ------------- | ---------- |
| 北アメリカ | アメリカ         | 英語             | 3億3480万人  | amazon.com    | 1995年7月  |
| 北アメリカ | カナダ           | 英語、フランス語 | 3774万人     | amazon.ca     | 2002年6月  |
| 南アメリカ | ブラジル         | ポルトガル語     | 2億1339万人  | amazon.com.br | 2012年12月 |
| 南アメリカ | メキシコ         | スペイン語       | 1億2893万人  | amazon.com.mx | 2013年8月  |
| アジア     | 日本             | 日本語           | 1億2491万人  | amazon.co.jp  | 2000年11月 |
| アジア     | 中国             | 中国語           | 14億1177万人 | amazon.cn     | 2004年9月  |
| アジア     | インド           | ヒンディー語     | 14億2860万人 | amazon.in     | 2013年6月  |
| アジア     | シンガポール     | 英語、中国語など | 585万人      | amazon.sg     | 2017年7月  |
| 中東       | トルコ           | トルコ語         | 8433万人     | amazon.com.tr | 2018年9月  |
| 中東       | アラブ首長国連邦 | アラビア語       | 989万人      | amazon.ae     | 2019年5月  |
| ヨーロッパ | イギリス         | 英語             | 6868万人     | amazon.co.uk  | 1998年10月 |
| ヨーロッパ | ドイツ           | ドイツ語         | 8427万人     | amazon.de     | 1998年10月 |
| ヨーロッパ | フランス         | フランス語       | 6830万人     | amazon.fr     | 2000年8月  |
| ヨーロッパ | イタリア         | イタリア語       | 6046万人     | amazon.it     | 2010年11月 |
| ヨーロッパ | スペイン         | スペイン語       | 4819万人     | amazon.es     | 2011年9月  |
| ヨーロッパ | オランダ         | オランダ語       | 1740万人     | amazon.nl     | 2014年11月 |
| オセアニア | オーストラリア   | 英語             | 2550万人     | amazon.com.au | 2017年11月 |

## 経営

### 経営上の特徴
Amazon の経営的特徴は、「顧客中心主義」「発明中心主義」「長期的視野」を掲げ、事業を行っていることである。
顧客中心主義
事業開始後の間もない1997年の年次書簡には、「事業の中心はあくまで顧客であって、他社との競争ではない」と書かれており、それが成功した理由であるとベゾスは述べている。「焦点を顧客に当てること」が重要であり、顧客の要求は常に尽きることなくあり、それに答えることで企業は成長できる。他社との競争を重視しているとスピードが遅くなる。ビジネスで成功するためには、常に革新的であるべきで、そのために顧客の要望に応えることが重要だと説明している。
Amazon のオフィスの机は「中古のドア」を手作りして作ったものであり、顧客に関係しないことについてはお金を使わない経営ポリシーを貫いている。
発明中心主義
「商品レビュー」や「1クリック注文」など、さまざまな新機能を実現して特許を取得することで、競合企業と差別化を行っている。
長期的視野
ジェフ・ベゾスは、アメリカ国内で最大規模の書店は最大で20万点の書籍を扱っているが、インターネット書店であれば何倍もの種類の商品を扱うことが可能と期待し、設立当初の4-5年の期間は利益が十分に上がらないことを戦略として予測したことが特徴的である。
フリーキャッシュフローを最大化
一般の小売業と異なり「当社は、売上高や利益を最大化することではなく、フリーキャッシュフローを最大化することを目的にしている」と株主宛への AnnualReport に記し、通期決算で赤字決算となることもある。1997年のナスダック上場以来、株主に対し配当を配ったことがなく、2014年時点で17年連続で無配を継続していることに対し株主が拍手喝采している株式会社的企業といえる。
最悪な労働環境
2014年5月、国際労働組合総連合は、従業員をロボットのごとく扱う労働・業務環境や納税回避を理由に、アマゾン創業者のジェフ・ベゾスを世界最悪の経営者として選出した。
2015年8月、アマゾンは非情で悲惨な職場環境であるとニューヨーク・タイムズが報じた。　

### 納税
過去、日本企業は「Amazon は日本に対し法人税を納めておらず、またダンピング販売をしているために競争環境の違いが大きく、設備投資などができない」、日本の電子書籍販売事業者は「アマゾンの販売する電子書籍には消費税がかからず不公平」と批判していた。
問屋商法
2009年7月、「本社機能の一部が日本にある」として東京国税局から140億円前後の追徴課税処分をされたことが報じられた。アマゾン側は「米国に納税している」と主張し日本とアメリカとの2国間協議を申請。アマゾンジャパンも「課税は不適切」とし、日本での納税義務はないという立場である。
2010年9月、日米相互協議の結果、課税処分は大幅に減額され、国税庁は銀行供託金の大部分を解放した。しかし、Amazon の法人税については、依然としてフランス、ドイツ、日本（2006年から2009年）、ルクセンブルク、イギリスなどによって査察が進行中、または行われる可能性が指摘されている。
2019年12月、Amazon.com は現在の外国法人が契約主体では事業展開上の制約が多く、日本事業を拡大するためには適切に納税する方が得策との判断から、日本国内での販売額を現地法人であるアマゾンジャパン合同会社（Amazon Japan G.K.）の売上高に計上する方針に転換。2017年と2018年分の法人税計300億円を納付したことが報じられた。
アマゾン税
アメリカには、連邦として消費税はないが、州によっては売上税が設定されている。このことに関連し Amazon tax の議論がある。
2013年12月2日、合衆国最高裁判所は、EC サイト通販の売上税に関するニューヨーク州法が、アメリカ合衆国憲法に反し無効であるという、アマゾンらによる訴えを却下した。

## Amazonの特徴

### レコメンデーション機能
Amazon の最大の特徴は強力なレコメンデーション機能にある。現在のところ Amazon はレコメンデーションの実用レベルの最先端を走っているという見方が支配的であり、技術の向上にも余念がない。実際、近い将来には顧客の宗教や思想まで含めて営業活動に反映させることが可能となるといわれる。技術的にはすでに開発済みで、米国で特許を申請している。また、パーソナライゼーション技術の解説記事においても、Amazon.com はひとつの成功例として語られることが多い。一方、レコメンデーション自体は個人の趣味嗜好、場合によっては思想信条、性的な関心といったきわめてクローズドな情報を収集する過程を含む。このためプライバシーの観点からの問題提起が出されることも多い。
Amazon.com のレコメンデーション機能は、A9といわれるエンジンによって行われている。この場合のレコメンデーション機能とは、過去の購入履歴などから顧客一人ひとりの趣味や読書傾向を探り出し、それに合致すると思われる商品をメール、ホームページ上で重点的に推奨する機能のことである。たとえば Amazon.co.jp の「トップページ」や「おすすめ商品」では、そのユーザーが過去に購入、閲覧した商品と似た属性を持つ商品のリストが自動的に提示されるが、それはレコメンデーション機能の一部である。シリーズ物の漫画などの購入をレコメンドする場合にはちょうど新刊が出たころに推奨し、似たような傾向の作品をも推薦する。以上の意味で、Amazon のレコメンデーション機能は協調フィルタリングに分類されると考えてよいだろう。
Amazon.co.jp の機能は Amazon.com においても装備されている。Amazon.co.jp、Amazon.com のポータルサイトのユーザーインターフェースは、言語を除きほとんど同じであるため、以降は動作の説明を要する場合には、Amazon.co.jp のポータルサイトの操作方法に準拠して説明する。

### ASIN
Amazon Standard Item Numberの略。Wikipedia の一部の記事にも使われている ASIN コードは、10桁のアルファベットと数字により構成される Amazon.com の商品識別番号である 。原則としてひとつの商品に対してひとつのカタログ（商品詳細ページ）・ASIN が登録される。Amazon.com と Amazon.co.jp で同じ商品を扱っている場合は、同一の ASIN コードになる。2006年12月まで、書籍の ASIN コードは ISBN のコードと同一であった。2007年1月以降、ISBN 規格の変更にともない、以前10桁であった ISBN の桁数が13桁へ変更された。しかし、現在のところ ASIN コードの桁数は10桁で変更はないため、両者の間で齟齬が生じている。

### カスタマーレビュー
ユーザーは商品に対して星5つを満点として評価をすることができる（これを「レビュー」と呼ぶ）。また、レビューの読者は投稿されたレビューが参考になったかどうか、「はい」か「いいえ」の票を入れることで評価できる。Amazon.comでは、Amazon Vine の対象商品などを除き、発売前の商品に購入者レビューを書き込むことはできない。かつて Amazon.co.jp では発売以前にレビューを書き込み評価点数までつけることができた。このため発売前に思い込みや期待値を書いた購入者レビューが多数含まれてしまい、購入後に実物を触って評価した適切な購入者レビューを埋没させていた。
Amazon.co.jp では、最低でも1回はそのアカウントを使用して Amazon.co.jp にて商品購入をしていないと、購入者レビューを書き込むことができない。しかし、一度でも Amazon.co.jp で買い物したアカウントを使用すれば、レビューを書き込む商品を Amazon.co.jp から購入していなくとも購入者レビューを書き込めてしまう。米法人の Amazon.com ではアカウントを作成すれば誰でも情報の投稿ができるシステムを採用している。
未購入者も購入者同様にレビューが書けるようになっており、購入また未購入でのレビューかは表示機能で確認できる。

### アフィリエイトサービス
Amazon はアフィリエイトサービスと呼ばれる、店子を開設するサービスを提供している。そのサービスは、SOAP プロトコルによる高度なサービスをはじめとし、単なる XSLT テンプレートファイルを置くだけで店子を開設することのできる XSLT エンジンも提供している。店子は売り上げによって報酬を受け取ることができる。このサービスはさまざまなサイトで利用されている。

### ロゴ
2000年に制定された Amazon のロゴは、"amazon.com"（amazon 部はボールド体）の黒いサンセリフの文字に、a から z に向かって下向きの弧を描くオレンジ色の矢印が重ねられたもの。この矢印は、"from A to Z" （AからZまで）、つまり Amazon で何でも揃うという意味と、顧客の満足を表す笑顔とを同時に表現したものである。

## 批判

### 訴訟
世界最大の書店？
1997年5月12日、米国の大手書店バーンズ・アンド・ノーブルが Amazon を提訴した。バーンズ・アンド・ノーブルの訴えは、Amazon は自社を「世界最大の書店」であると主張するが、Amazon は「実際には書店などではなく、書籍のブローカーである」ため、そのような主張は虚偽であるという内容だった。この訴訟は示談で解決し、Amazon は引き続き「世界最大の書店」と主張することとなった。
企業秘密の盗用？
1998年10月16日、ウォルマートがAmazon を相手に訴訟を起こし、Amazon が複数の元ウォルマート重役を雇い入れることで、ウォルマートの企業秘密を盗んだと主張した。この訴訟も示談という形で解決したが、Amazon は元ウォルマート社員に対する人事異動および業務制限の実施を強いられた。

### プライバシーの問題
Amazon は、趣味や嗜好に関する情報を過度に集め、仕様上、個人情報が簡単に公開できてしまう傾向があることを指摘し、注意を喚起する議論があった。米国 Amazon は、子どもの個人情報を親の許諾なく収集していることで消費者団体から苦情を寄せられた経緯がある。また、「ほしい物リスト（Wish List）」が「子どもと性犯罪者の接触機会を高める」という指摘が従来からあった。なお、Amazon は「ウィッシュリストは、ユーザーが欲しいものを公開するシステムであり、欲しいものが一致した場合物々交換が行われることがあるが、アマゾン上ではない取引のためアマゾンは関与しない」としている。2008年、Amazon.co.jp でも「ほしい物リスト」の仕様による情報の漏洩が話題となった。
Amazon はサインイン（ログイン）しなくとも、ブラウザに保存されているクッキーを元にアクセスした者を特定して、過去の購買履歴や評価した内容を元に「お薦め」の商品をトップページに提示するため、サインアウト（ログアウト）しなければ、アクセスに使用したブラウザ・ソフトを立ち上げた人間はだれでもサインアウトしなかった人の読書傾向や購買傾向を知ることができる。とりわけ書籍の購入リストはその者の思想・良心の自由を侵害するおそれが大きいため問題となる。
マーケットプレイスで購入した場合、出品者に住所や氏名などが開示される仕様である。

### 配達員の労働問題
日本では、Amazonの急速な普及とともに配達員の過労問題が指摘されている。Amazonと直接契約している配達員の多くが、捌ききれないほどの配送業務に悩まされているためである。
また、業務委託契約であるのにAmazon側から社内アプリケーションを通じて実質的に雇用関係に近いような形態で労働を行っている環境が不適切であるとの問題提起も行われている。
低賃金で過酷な労働環境にあると批判されている。

## 電子書籍
Amazonでは、電子書籍端末および電子書籍関連サービス「Kindle」を展開している。

### アマゾン・アップグレードサービス
買った本を自宅に置いたまま、職場や旅行先でも読める新たなサービス。インターネットを利用可能な場所ならばどこでも、Amazon に接続して閲覧することができる。

### 電子インク端末
Amazon.com は2004年に設立した社内研究施設のLab126において、電子書籍リーダーの研究・開発を開始した。端末と電子書籍サービスのブランド名はグラフィックデザイナーの Michael Patrick Cronan によって「灯をともす」を意味する「Kindle」と名付けられた。
2007年11月19日にアメリカ国内限定で Kindle First Generation が発売された。この端末は4階調グレースケール表示に対応した6インチ電子インクディスプレイとキーボードを有し、250MB の内部メモリと SD カードスロットを備えていた。発売後数時間で完売し、翌年4月まで在庫なしのままだった。2009年2月23日には読み上げ機能を加え内部メモリを増強した Kindle 2 が発売された。これ以降の Kindle 端末では SD カードスロットは省かれている。同年10月19日には国際版が発売され日本でも販売された。現行の電子インク端末は2012年10月1日に発売が開始された Kindle Paperwhite である。

### LCD端末
電子インク端末のラインとは別に、タッチパネルに対応する7インチ・カラー LCD ディスプレイを有する Kindle Fire はアメリカで2011年11月15日に発売された。OS は Android を元に独自に開発したものを搭載し、ネットブラウジングなどタブレット端末としての機能も備えている。2012年09月6日に第二世代 Kindle Fire が、2012年9月14日には7インチ HD ディスプレイディスプレイを持つ Kindle Fire HD が、2012年11月16日にはさらに8.9インチ版 Kindle Fire HD が発売された。

## アマゾン・ウェブサービス
Amazon はアマゾン ウェブサービス（AWS）として、Amazon S3 などのいわゆるクラウドコンピューティングサービスを提供しており、年々サービス規模を拡大している。本サービスを提供するためのデータセンターは米国（US East および US West1, US West2）、欧州（アイルランド）、アジア・パシフィック（シンガポール、東京）、南米（ブラジル）などに置かれている。また米国の政府エージェント専用の Gov Cloud も提供している。

## Amazon Appstore for Android
2011年3月22日、Android 向けのアプリケーションを提供する Amazon Appstore がオープンした。アプリには有料と無料のものがあるが、「free app of the day」という形で、通常は有料のアプリを日替わりで無料提供するサービスも行っている。ただし、無料アプリを入手する場合でも Amazon.com の顧客アカウントが必要である。
購入は Android 搭載の携帯機器に Amazon Appstore アプリをインストールしてから行う。あらかじめパソコンからアクセスしてアプリを購入しておいてから、携帯機器で再アクセスしてダウンロードすることも可能である。
パソコンで Amazon.com にログインして Amazon Appstore でアプリを閲覧すると、すでに別のアプリをダウンロードしたことがある顧客であれば、同じ携帯機器で使用可能かどうかが表示される。また、パソコン上での Test Drive（お試しプレイ）が可能なアプリもある。一方、（3G や 4G ではなく）Wi-Fi 接続しなければダウンロードできないアプリもある。

## Amazon Prime Video
Amazon Prime Videoは、ビデオ・オン・デマンドサービスである。ドラマや映画などのライブラリーのレンタルおよび購入に加え、プライム会員は指定されたライブラリー作品を無料無制限で視聴できる。プライム会員だけが視聴できる作品もある。作品の自社制作や独占配信も行っており、それらの作品群には「Amazon ORIGINAL」のブランドが冠される。2015年、自社制作作品の『Transparent（トランスペアレント）』がゴールデングローブ賞の最優秀シリーズ賞を受賞し、ストリーミングサービス作品としては初めての受賞となった。

## 備考
J・K・ローリングの手作り本『The Tales of Beedle the Bard（吟遊詩人ビードルの物語）』を、ロンドンで開かれたサザビーズのオークションで195万ポンド（約4億5,000万円）で落札し、これを連想させる限定版を Amazon のみで販売した。

## テレビ番組
- 日経スペシャル カンブリア宮殿 世界中のライフスタイルを変えよ！アマゾン帝国の全貌（2012年6月7日、テレビ東京）- アマゾンCEO ジェフ・ベゾス出演[111]
- 日経スペシャル カンブリア宮殿 特別総集編"世界最強"創業者スペシャル 大ピンチに生き残る経営！（2020年5月7日、テレビ東京）- アマゾン創業者 ジェフ・ベゾス、ダイソン創業者 ジェームズ・ダイソンを取材[112]。